# Uptar
Uptar (russisch Упта́р) ist eine Siedlung städtischen Typs in der Oblast Magadan (Russland) mit 1701 Einwohnern (Stand 1. Oktober 2021).

## Geographie
Die Siedlung liegt etwa 40 Kilometer Luftlinie nördlich des Oblastverwaltungszentrums Magadan, von der Stadt und von der Küste des Ochotskischen Meeres durch einen gut 1000 m hohen Bergzug getrennt. Sie befindet sich am rechten Ufer des namensgebenden Uptar, eines linken Nebenflusses des Chassyn. Nördlich von Uptar erhebt sich der Chassyn-Kamm (Chassynski chrebet), ein Ausläufer des Kolymagebirges, ebenfalls auf über 1000 m.
Uptar gehört wie die einige Kilometer westlich gelegene Siedlung Sokol zum Stadtkreis Magadan.

## Geschichte
Die Siedlung entstand ab 1932, als dort im Zusammenhang mit dem Bau der Kolymatrasse (heute Fernstraße R504 Kolyma) in die Goldfördergebiete an der Kolyma ein Arbeitslager im System des Gulag entstand. Aufgrund der Lage bei Straßenkilometer 47 ab Magadan nach ursprünglicher, etwas längerer Trassierung trug die nicht eigenständige Siedlung einfach den Namen 47-j km („47. Kilometer“).
Ab 1970 wurde dort ein Güterumschlagsplatz für den Bau des Kolyma-Wasserkraftwerkes angelegt, und eine Arbeiterwohnsiedlung zunächst aus hölzernen Fertighäusern und später Plattenbauten entstand. Am 5. April 1973 wurde Uptar der Status einer Siedlung städtischen Typs unter dem heutigen Namen (ewenischen Ursprungs) verliehen.

### Bevölkerungsentwicklung
| Jahr | Einwohner |
| ---- | --------- |
| 1979 | 2993      |
| 1989 | 3983      |
| 2002 | 2311      |
| 2010 | 1991      |
| 2021 | 1701      |

Anmerkung: Volkszählungsdaten

## Verkehr
Westlich an Uptar führt die Fernstraße R504 Kolyma vorbei, die Magadan mit Nischni Bestjach bei Jakutsk verbindet.